# Live in Piacenza
Live in Piacenza è il quarto album dal vivo del cantautore britannico Greg Lake, pubblicato l'8 dicembre 2017 dalla Manticore Records.

## Descrizione
Pubblicato postumo, contiene la registrazione della prima tappa del tour intrapreso nel 2012 dal musicista, tenutasi presso il Teatro Municipale di Piacenza.
All'esecuzione del brano Lucky Man presero parte anche Aldo Tagliapietra e Bernardo Lanzetti, storici frontman rispettivamente de Le Orme e degli Acqua Fragile, oltre a Annie Barbazza.

## Tracce
1. 21st Century Schizoid Man – 1:23
2. Lend Your Love to Me Tonight – 4:43
3. From the Beginning – 5:19
4. Heartbreak Hotel – 2:16
5. Epitaph/In the Court of the Crimson King – 5:10
6. I Talk to the Wind – 4:41
7. You've Got to Hide Your Love Away – 3:01
8. Touch and Go – 3:11
9. Trilogy/Still... You Turn Me On – 6:40
10. I Believe in Father Christmas – 3:52
11. Shakin' All Over – 2:38
12. C'est la vie – 3:55
13. People Get Ready – 4:36
14. Lucky Man (featuring Annie Barbazza, Aldo Tagliapietra & Bernardo Lanzetti) – 5:48
15. Karn Evil 9 (1st Impression, Part II) – 5:52

## Formazione
- Greg Lake – voce, chitarra, basso, produzione, post-produzione
- Max Marchini – produzione
- Annie Barbazza – post-produzione
- Alberto Callegari – registrazione